# Płazówka
Płazówka est une localité polonaise de la gmina de Dzikowiec, située dans le powiat de Kolbuszowa en voïvodie des Basses-Carpates.